# Pachydactylus weberi
Pachydactylus weberi este o specie de șopârle din genul Pachydactylus, familia Gekkonidae, descrisă de Roux 1907. Conform Catalogue of Life specia Pachydactylus weberi nu are subspecii cunoscute.